# دستجرد (أذر شهر)
دستجرد هي قرية في مقاطعة أذر شهر، إيران. عدد سكان هذه القرية هو 1,595 في سنة 2006.